# Jenny (Suriname)
Jenny is een plaats in het ressort Welgelegen in het district Coronie, Suriname. Het ligt aan de overzijde van Boskamp aan de Coppenamerivier, noordelijk van de Oost-Westverbinding met zicht op de Coppenamebrug.
Jenny is sinds de jaren 1940 ontsloten toen de Saramaccaweg werd doorgetrokken tot Boskamp. De veerdienst werd in 1999 uit de vaart gehaald bij de voltooiing van de Oost-Westverbinding.
Na de binnenkomst in Coronie via Jenny is Ingikondré de volgende plaats langs de Oost-Westverbinding. Tussenliggend bevonden zich in het verleden de landbouwplantages Palestina, Tenel, Bethel en Bethanië.